# UFC 257
UFC 257: Poirier vs. McGregor 2 var en MMA-gala anordnad av UFC. Den ägde rum 24 januari 2021 vid Etihad Arena i Abu Dhabi, Förenade arabemiraten.

## Bakgrund
Huvudmatchen var en lättviktsmatch mellan före detta fjädervikts- och lättviktsmästaren Conor McGregor och före detta interimmästaren Dustin Poirier.

## Ändringar
Två matcher ställdes in på invägningsdagen då Ottman Azaitar ströks från kortet och fick sparken från UFC på grund av "Ett nyligt brott mot hälso- och säkerhetsprotokollen (a recent violation of the health and safety protocols)" och Nasrat Haqparast inte dök upp till invägningen alls. Det meddelades senare att Haqparasts frånvaro berott på sjukdom. Deras respektive motståndare Arman Tsarukyan och Matt Frevola gjorde upp om att mötas i catchvikt om 157 istället för att behöva lämna galan utan att ha gått en match.

### Invägning
Vid invägningen strömmad via Youtube vägde utövarna följande:

## Resultat

### Bonusar
Följande MMA-utövare fick bonusar om 50 000 USD vardera:
- Fight of the Night: Ingen utdelad
- Performance of the Night: Dustin Poirier, Michael Chandler, Makhmud Muradov och Marina Rodriguez